# Ancistrus clementinae
Az Ancistrus clementinae a sugarasúszójú halak (Actinopterygii) osztályának harcsaalakúak (Siluriformes) rendjébe, ezen belül a tepsifejűharcsa-félék (Loricariidae) családjába tartozó faj.

## Előfordulása
Az Ancistrus clementinae Dél-Amerikában őshonos. Az ecuadori Pozuelos-folyómedencéjében és a Guayas-folyó torkolatvidékén lelhető fel.

## Megjelenése
Ez a tepsifejűharcsafaj legfeljebb 10,2 centiméter hosszú.

## Életmódja
A trópusi édesvizeket kedveli, ahol a fenéken él és keresi meg a táplálékát.